# 6838 Окуда
6838 Окуда (6838 Okuda) — астероїд головного поясу, відкритий 30 жовтня 1995 року.
Тіссеранів параметр щодо Юпітера — 3,330.
Названо на честь Окуда (яп. おくだ(奥田) окуда)